# Азавад
Азавад (или Азауад; туарегск. ⴰⵣⴰⵓⴷ, араб. أزواد‎, Azawād) — населённая преимущественно туарегами географическая область на северо-востоке Мали в пустыне Сахара. 
В связи с политической нестабильностью в Мали, в 2012—2013 годах территория Азавада стала ареной конфликта между радикальными исламистами и туарегами. В 2012 году исламисты выбили туарегов из городов и провозгласили недолговечное исламское государство Азавад, которое уже в 2013 году было уничтожено, а боевики — ликвидированы.
После 2013 года власть в Азаваде вернулась к местным жителям — туарегам из национального движения за освобождение Азавада, лидеры которых взяли курс на ограниченную автономию от Мали без полного провозглашения независимости, что создало почву для диалога с правительством Мали.  
Исторически главным городом Азавада является Томбукту — наиболее ценный в историческом отношении город Сахары к западу от Египта, центр которого целиком объявлен памятником всемирного наследия ЮНЕСКО. 
К Малийскому Азаваду также относятся области Томбукту, Гао, Кидаль и северо-восток области Мопти; территория НГА — первые три области к северу от реки Нигер. Весь исторический регион Азавад включает также смежные территории ещё четырёх соседних стран.

## Происхождение названия

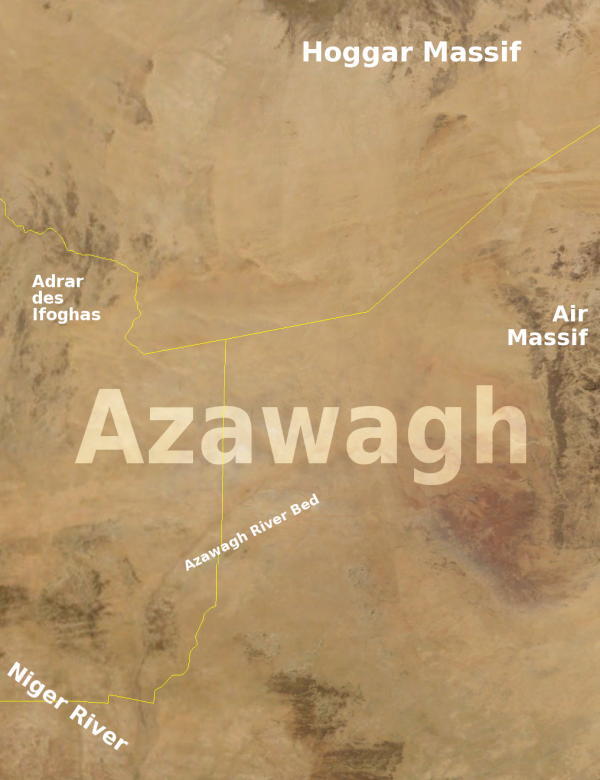
Спутниковая карта бассейна Азауаг и окружающие географические объекты. Жёлтые линии обозначают международные границы.

Обширный регион расселения туарегов, включающий Малийский Азавад (Мали), юго-восток Алжира, запад Нигера, север Буркина-Фасо и юго-запад Ливии, называется Азауаг (Azawagh, сочетание gh произносится как фрикативное «г»).
Также словом Азауаг называют меньший по размеру бассейн пересохшей древней реки Азауаг. Слово Азауад считают арабским переосмыслением (уад означает река, русло) туарегского слова Азауаг (означает саванна, или буквально «земля кочевников»).

## География
В настоящее время власти НГА контролируют территорию Малийского Азавада, что составляет более половины территории Мали. Это весь север Мали от среднего течения реки Нигер до пустыни Сахара. Регион по площади равен двум с половиной Германиям — около 850 тыс. км², но в нём проживают всего 1,2 млн человек. Столица Малийского Азавада — Томбукту, крупнейший город и фактическая столица НГА (место пребывания властей НГА — руководства НДОА) — Гао. Азавад граничит: с Мавританией (на западе), Алжиром (на северо-востоке), Нигером (на юго-востоке), Буркина-Фасо (на юге), а на юго-западе — с другими регионами Мали.
Юг Малийского Азавада пересекает крупнейшая река Западной Африки — Нигер, которая разделяется на много рукавов и протекает в широкой, сильно заболоченной долине с обилием протоков, стариц и озёр. Этот район является внутренней дельтой Нигера; здесь некогда река впадала в большое бессточное озеро. В районе Томбукту рукава соединяются в одно русло.

## Административно-политическое деление
Три области-провинции:

Административно-политическое деление Республики Мали

- Гао, в которой расположена фактическая столица НГА Гао
- Кидаль
- Томбукту, в которой расположена столица НГА Тимбукту

## История

### Недавняя история

#### Попытка провозглашения независимости от Мали со стороны туарегов
После неудачных восстаний 1990—1995 и 2007—2009 годов в северных районах Нигера и Мали многие туарегские повстанцы эмигрировали в Ливию, где пользовались широкой поддержкой со стороны Муаммара Каддафи и вошли в состав ливийской армии. После свержения правительства Каддафи, туареги, как его сторонники подверглись в Ливии репрессиям со стороны нового правительства — Переходного национального совета. В результате этого часть служивших в ливийской армии туарегов вернулась в Азавад и способствовала созданию единой организации туарегов.
Национальное движение за освобождение Азавада (НДОА) было создано в октябре 2011 года в результате слияния нескольких групп туарегских боевиков.
В январе 2012 НДОА подняло восстание в Малийском Азаваде и объявило о намерении добиваться независимости. В дополнение оружию, оставшемуся от прежних восстаний туарегов, вооружению НДОА способствовал приток оружия, предназначенного для повстанцев в Ливии и украденного в пути.
В течение января—марта повстанцы заняли бо́льшую часть территорий трёх областей северного Мали и вывели их из-под контроля центрального правительства, включая ключевые города Менака, Кидаль, Гао и две военные базы армии Мали с хранящимся на них оружием.
После военного переворота 22 марта 2012 года в Мали НДОА ещё более активизировало свои действия, взяло историческую столицу Азавада Тимбукту и всю территорию Малийского Азавада, объявило об одностороннем прекращении огня в связи с достижением цели освобождения Азавада и 6 апреля 2012 года провозгласило Независимое Государство Азавад. 
Исполнительный комитет НДОА обратился к международному сообществу с просьбой признать независимость Азавада. Лидеры движения также говорят об отсутствии притязаний на всю историческую территорию Азавада вне Малийского Азавада, заявив, что «новое государство признаёт существующие границы соседних государств» и будет создавать все условия для мира и стабильности в регионе.

Территория Азавада накануне провозглашения независимости

#### Вторжение радикальных исламистов, война между исламистами и туарегами
Однако, уже той же весной 2012 года началось вторжение в регион боевиков из исламистской группировки «Ансар-ад-Дин». Группировка «Ансар ад-Дин» выступала за превращение всего Мали в исламское государство и была известна своими связями с североафриканским отделением террористической сети Аль-Каида.
Попытка переговоров между членами группировки и туарегами закончилась неудачей, а сами переговоры продлились всего два дня, после чего были свёрнуты из-за принципиальных разногласий - туареги являлись приверженцами традиционного умеренного ислама и не имели стремления к захвату южной части Мали, тогда как исламисты проповедовали ваххабизм, требовали полного перехода к законам шариата и планировали использовать Азавад в качестве плацдарма для атаки на другие территории.
26 июня 2012 года исламисты из группировки «Движение за единство и джихад в Западной Африке» захватили у туарегов город Гао. 27 июня 2012 года исламисты выбили туарегов из Томбукту и Кидаля. Таким образом под контролем исламистов оказалось две трети территории Азавада.
К середине июля исламисты выбили туарегов из их последнего бастиона, Ансого, расположенного в 100 км к юго-востоку от Гао. 
Захват Азавада радикальными исламистами спровоцировал массовое бегство местных жителей в соседнюю Мавританию. Только в Мбере в лагере для беженцев в 2012 году находились почти сто тысяч человек. Беженцы описывали исламистов как «намеренных навязать ислам крови и плетей мусульманам Мали». Туареги были особенно шокированы тем, что исламисты разрушали могилы святых людей (только в Тимбукту их было снесено не меньше шести). Эти действия исламистов были связаны с тем, что ваххабиты негативно относятся к почитанию святых, в отличие от приверженцев традиционного (умеренного) малийского ислама. При этом среди исламистов было немало наёмников из других стран. Так, один из беженцев в лагере рассказал  журналистам о том, что среди исламистов он встречал афганцев, пакистанцев и нигерийцев.

#### Победа над исламистами и отказ туарегов от курса на независимость
На фоне вторжения исламистов, противостоящие им светские туарегские лидеры уже летом 2012 года объявили о том, что отказываются от идеи независимости в пользу автономии. «Мы ищем культурной, политической и экономической независимости, но не отделения. Это будет что-то вроде Квебека», — заявил глава Национального движения за освобождение Азавада Ибрагим Аг Ассалех. Официальной причиной отказа от независимости стало  мнение международного сообщества, отказавшегося признавать туарегское государство.
В 2013 году с помощью иностранного военного вмешательства территория Азавада была освобождена от исламистов, а большая часть боевиков — ликвидирована.

## Население
Туареги составляют большинство населения Азавада. В основном они населяют север региона, а также долину реки Нигер. Туареги проживают также в соседних районах Нигера, Мали, Алжира, а также в Чаде и Ливии. Многие туареги ведут кочевой образ жизни, занимаются, в основном, животноводством. На территории Азавада туареги появились в X веке, когда были вытеснены арабами из Северной Африки. Туареги объединены в конфедерации племён, большим авторитетом пользуется военная аристократия, избирающая из своих рядов вождей племён и конфедераций.

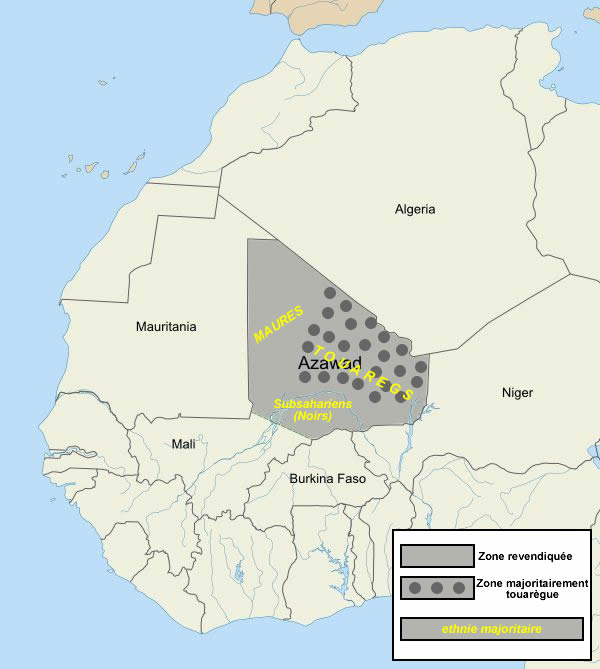
Карта населения Азавада. Районы с туарегским большинством помечены крупными точками, Запад занят преимущественно маврами, Юг — субсахарскими народами.

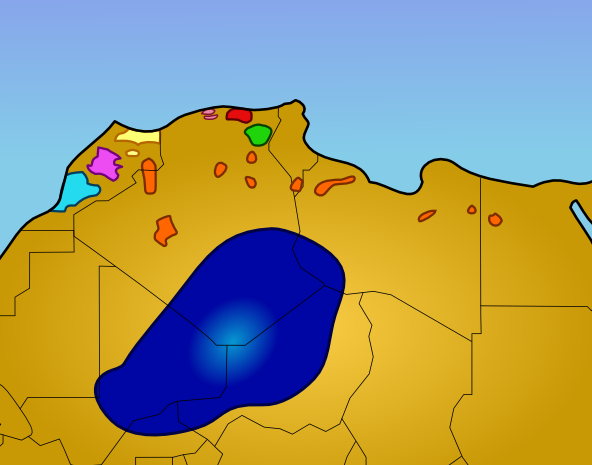
Ареал расселения берберских народов в Сахаре

## Экономика

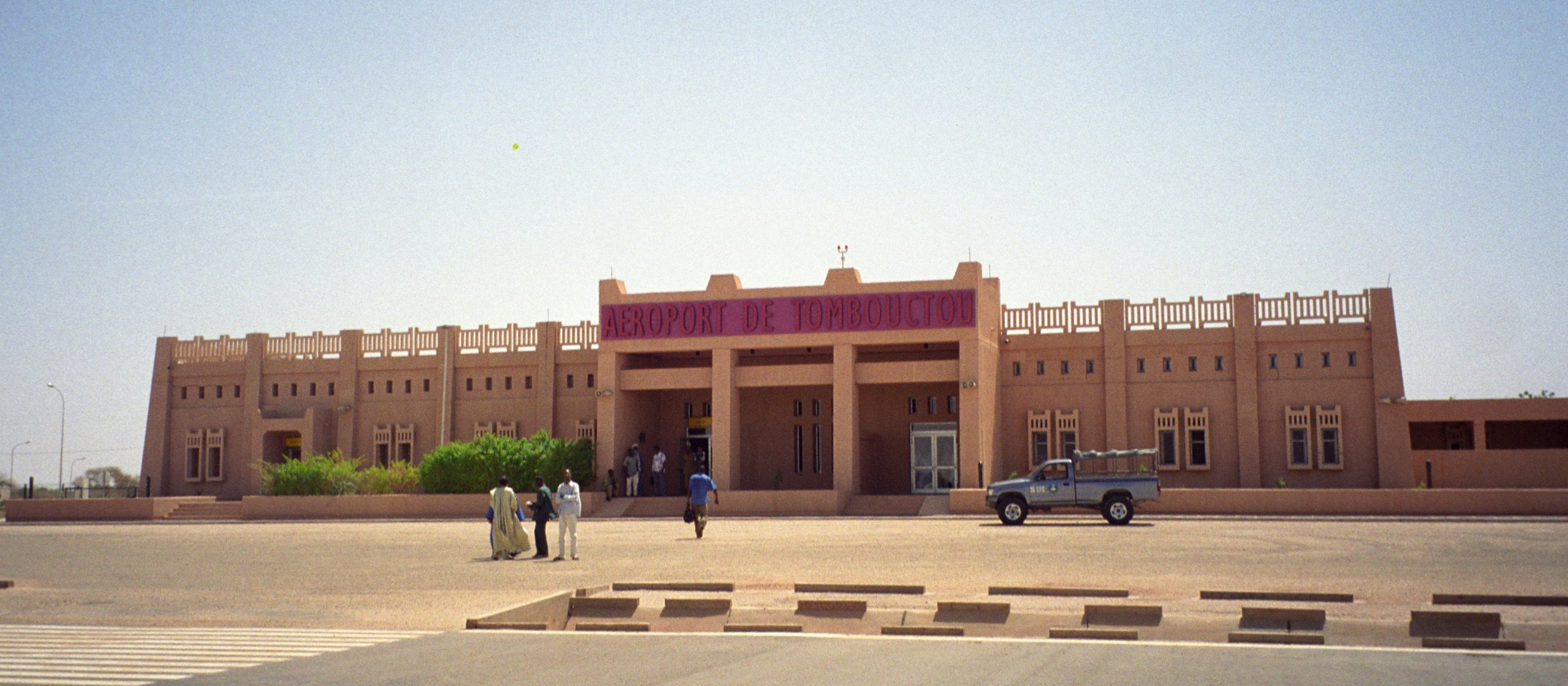
Аэропорт города Томбукту

Основная отрасль экономики — туризм, особенно развит в Томбукту. На территории Малийского Азавада находятся два объекта Всемирного наследия ЮНЕСКО: Томбукту и Могила Аскиа.
Несмотря на интенсивные поисково-разведочные работы, залежей нефти пока не обнаружено. Месторождения газа также не найдены. Перспективы нефтегазоносности связаны с возможно нефтегазоносными бассейнами Таудени, Мали-Нигерским, Гао и Нара. Выявлены незначительные залежи фосфора, молибдена, комплексных руд. Однако основные надежды связаны с разработкой крупных урановых месторождений, которые, по некоторым данным, имеются на северо-востоке Мали.

## Культура
Наиболее известным музыкальным событием Азавада является «Фестиваль в пустыне», демонстрирующий традиционную музыку туарегов, а также музыку со всего мира.
Фестиваль был основан в 2001 году, долгое время считался «самым удаленным музыкальным событием», так как кочевал по пустынным областям и публика добиралась сюда на верблюдах. С 2003 года его стали проводить в Эссакане, так как количество зрителей превысило десять тысяч человек, а им требовалась вода и хотя бы минимальная инфраструктура. В 2010 году фестиваль пришлось провести в Тимбукту из-за угрозы террористических актов со стороны «Аль-Каиды».

## Галерея

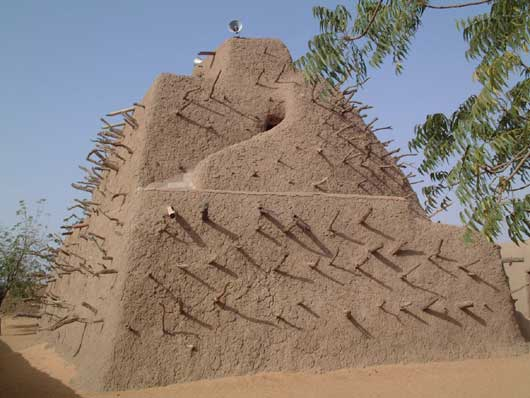
Могила Аскиа в городе Гао
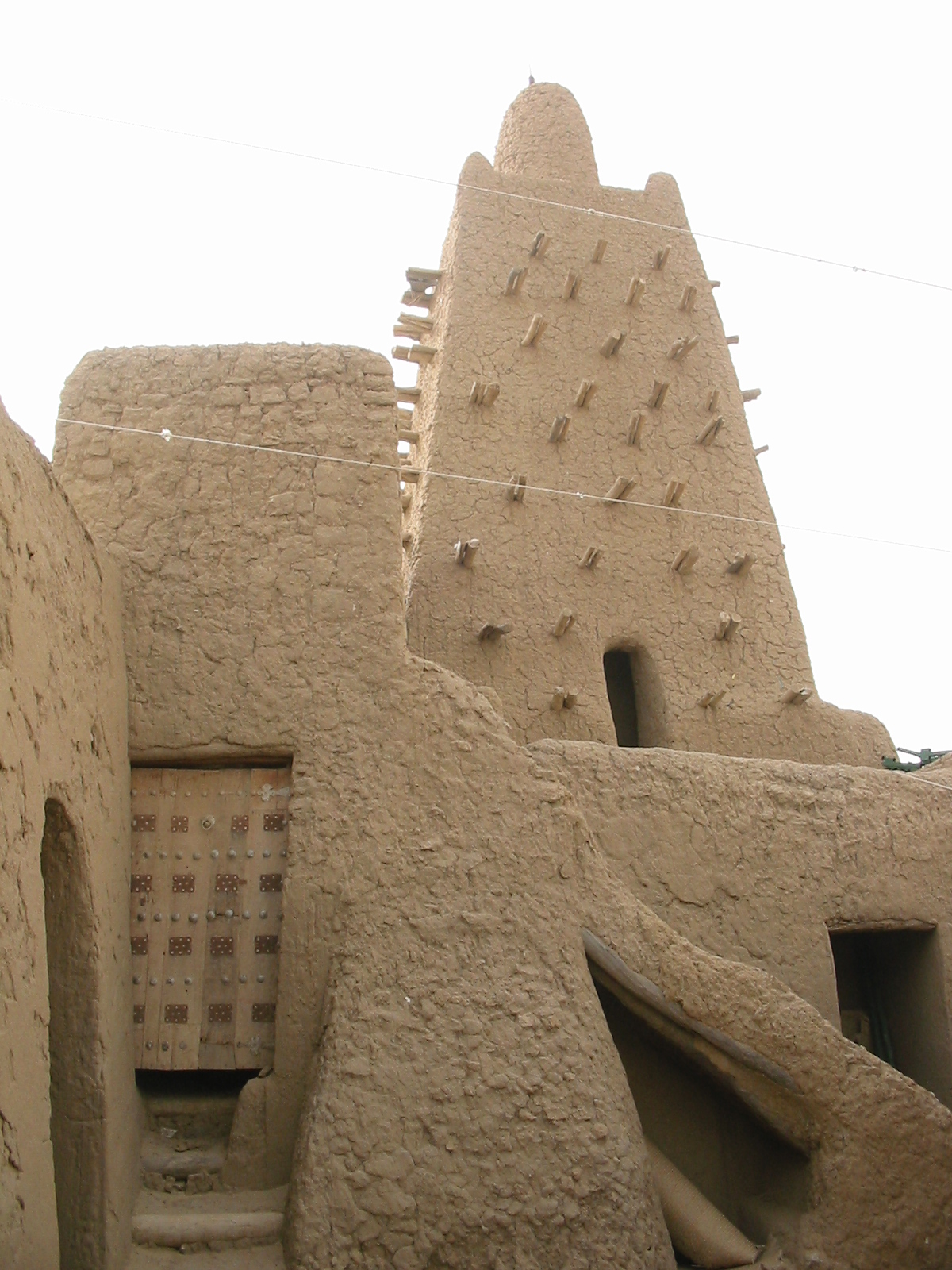
Томбукту. Джингереберская соборная мечеть.
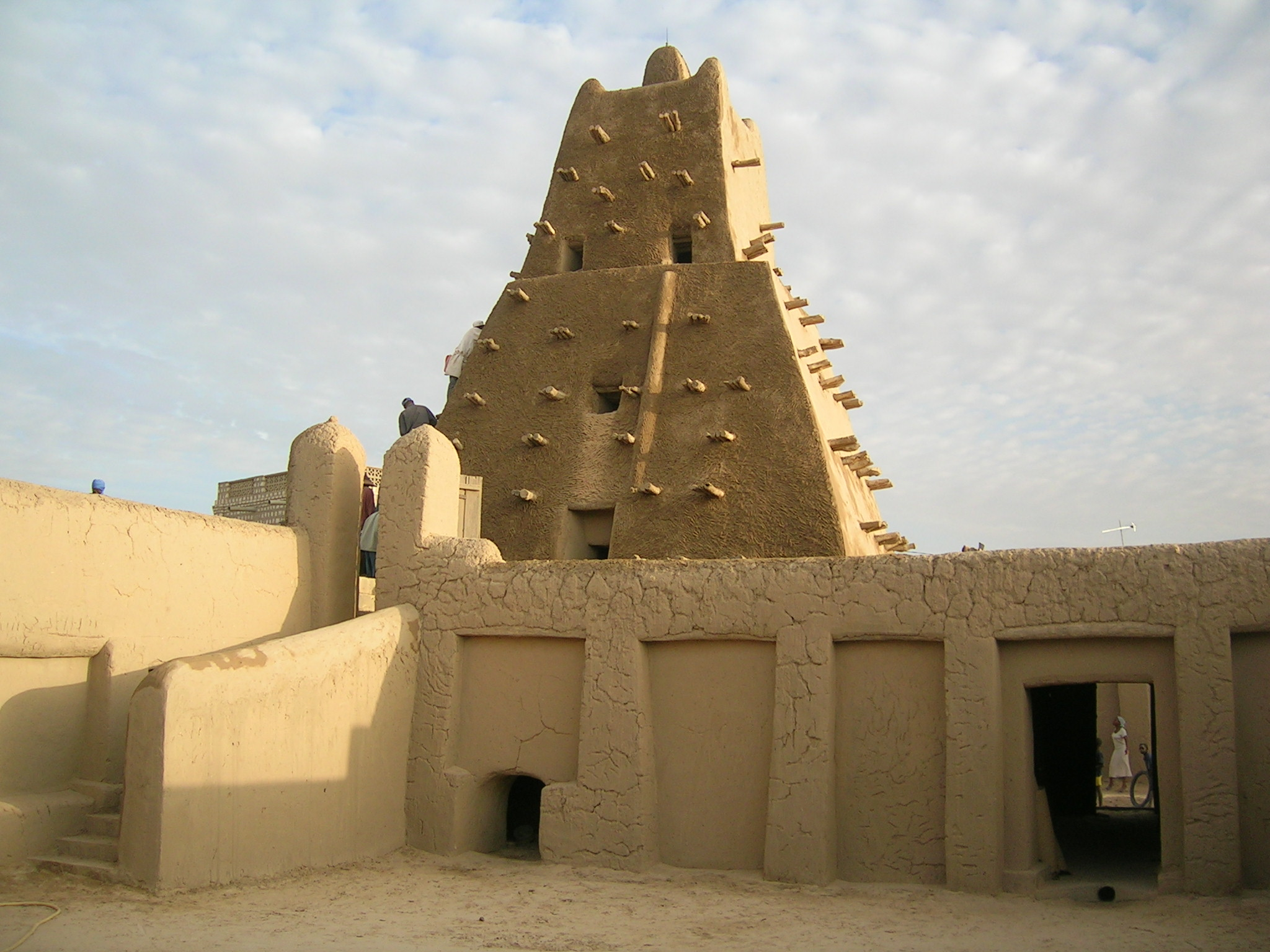
Томбукту. Пример традиционной архитектуры.
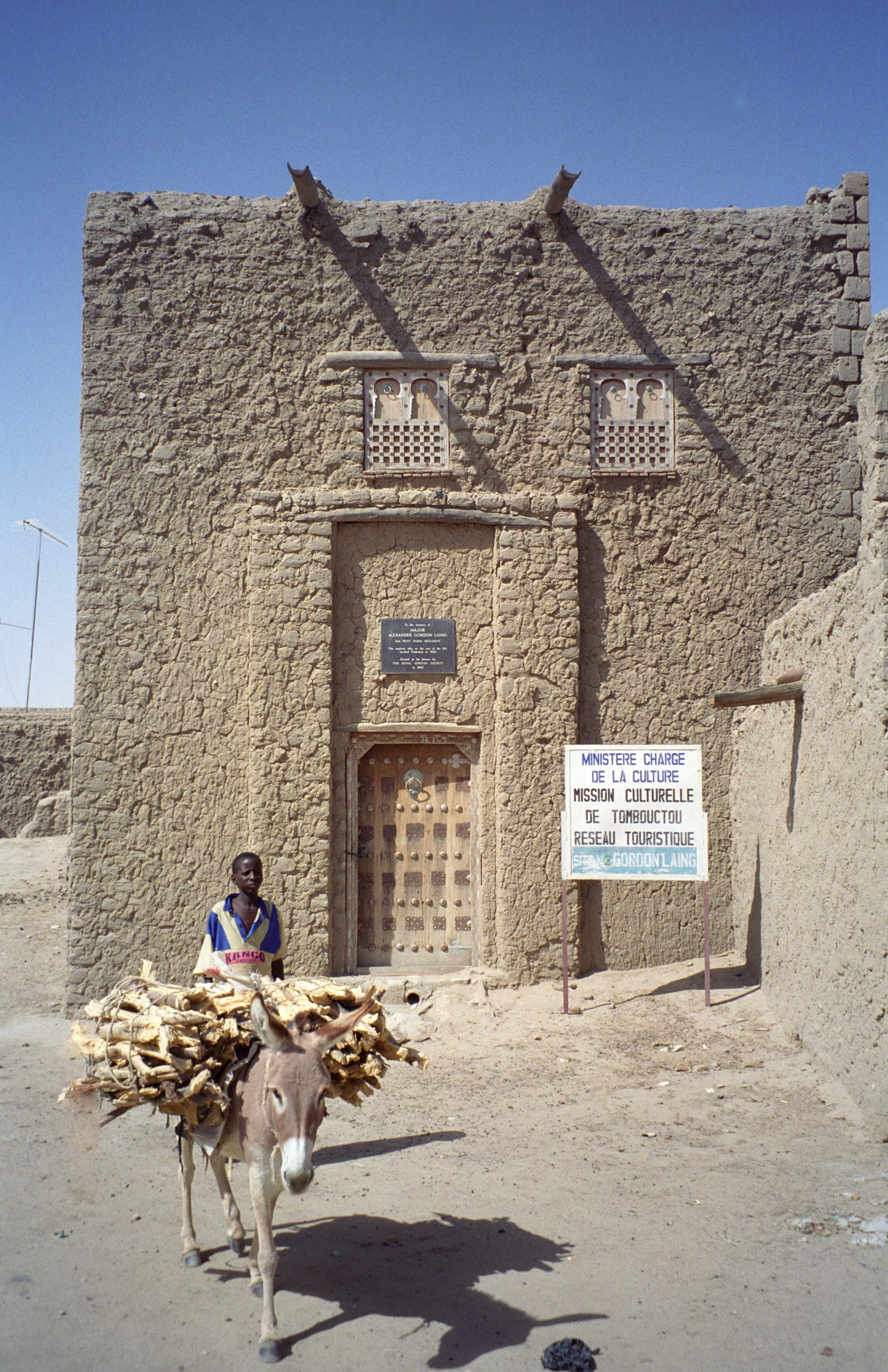
Томбукту. Пример традиционной архитектуры.